# Sommet de la Ligue arabe de 2013

Drapeau de la Ligue arabe

Le 24e sommet de la Ligue arabe s'est tenu entre le 21 et 27 mars 2013 à Doha, capitale du Qatar, sous l'égide du secrétaire général de l'organisation, Nabil Al-Arabi.

## Participants

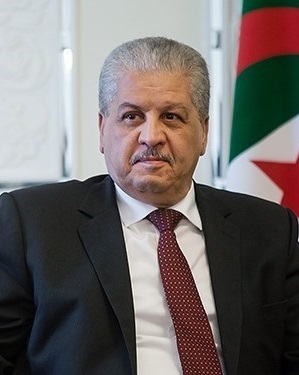
Algérie Abdelmalek Sellal, premier ministre
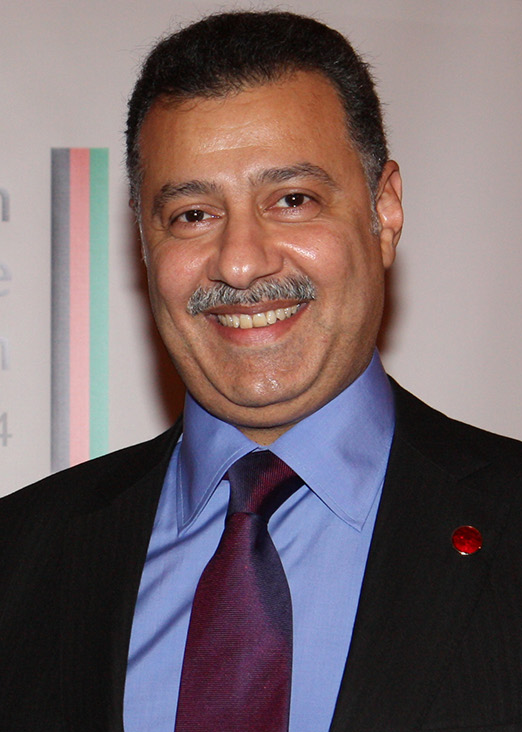
Arabie saoudite Abdelaziz ben Abdallah ben Abdelaziz Al Saoud, vice-ministre des affaires étrangères
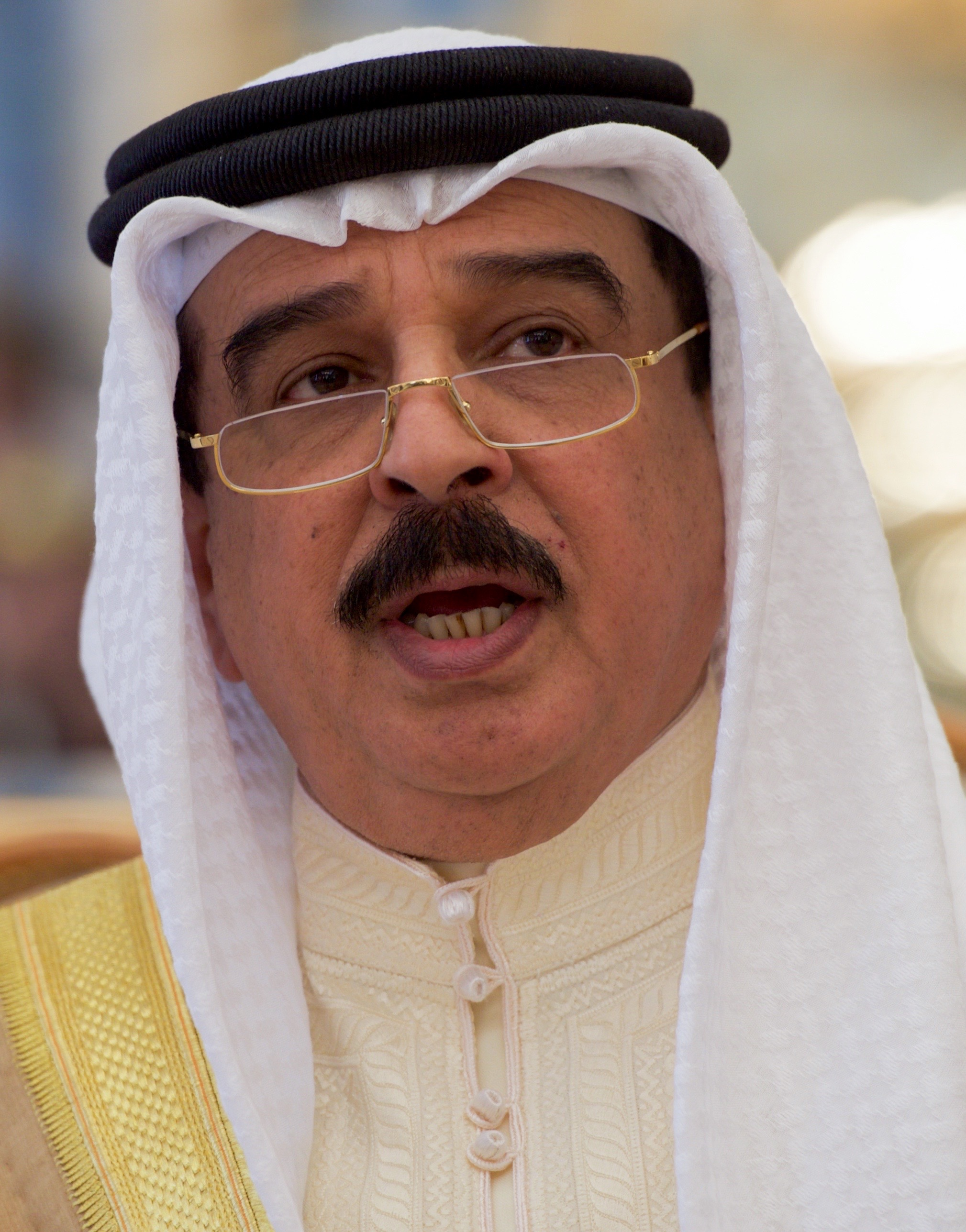
Bahreïn Salman ben Hamad Al Khalifa, prince héritier
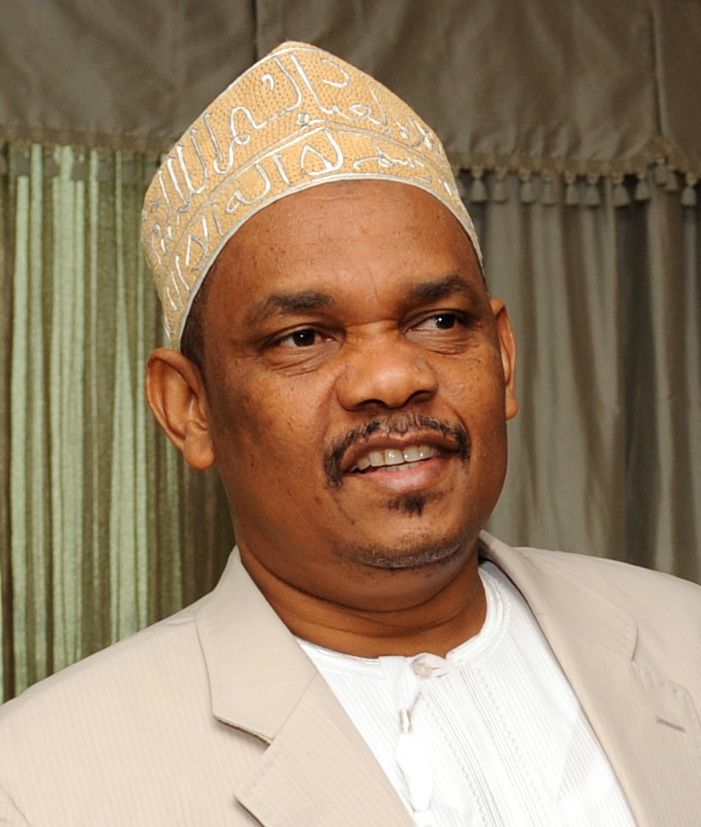
Comores Ikililou Dhoinine, président
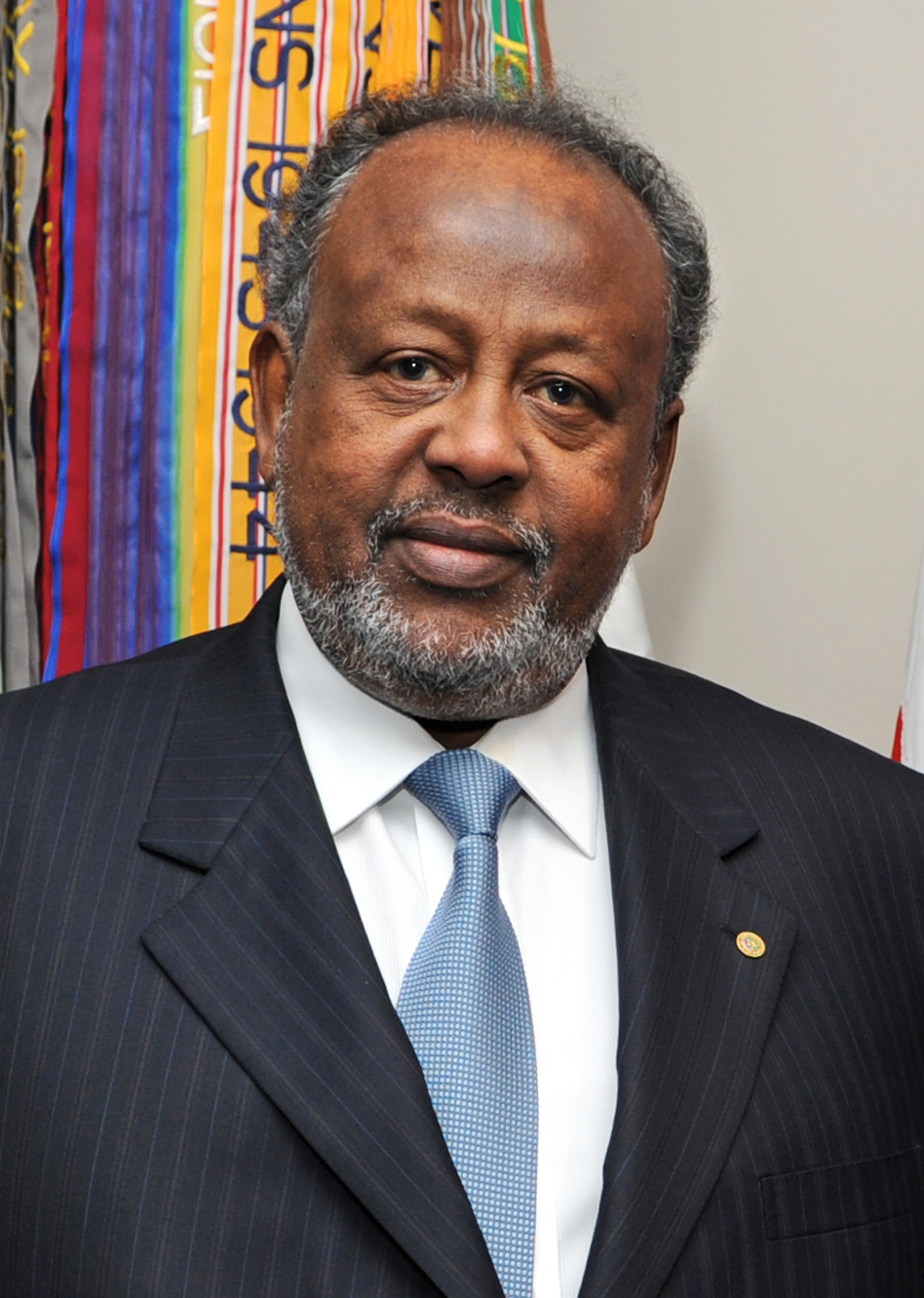
Djibouti Ismaïl Omar Guelleh, président
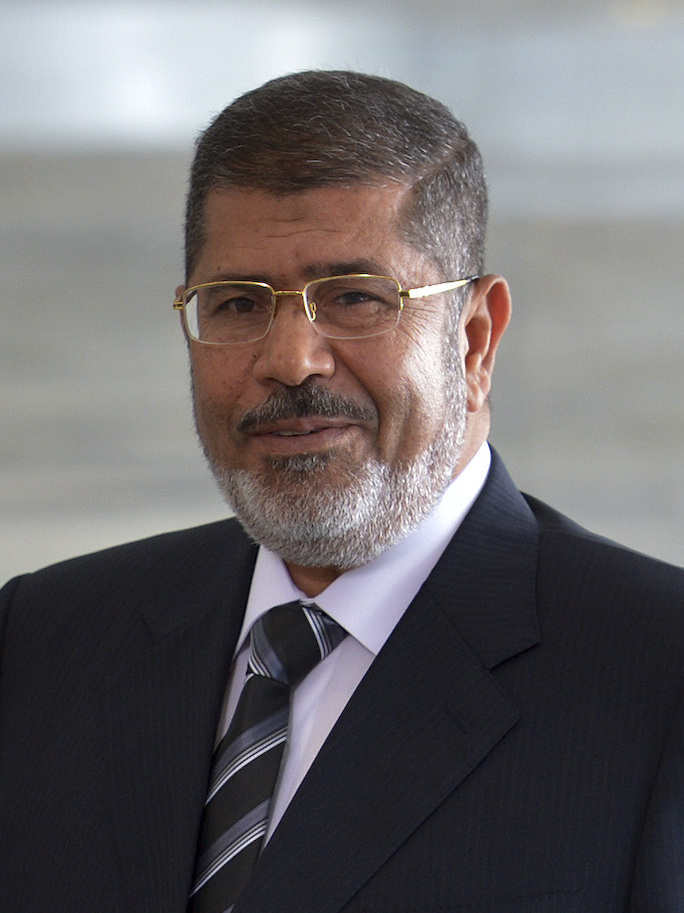
Égypte Mohamed Morsi, président
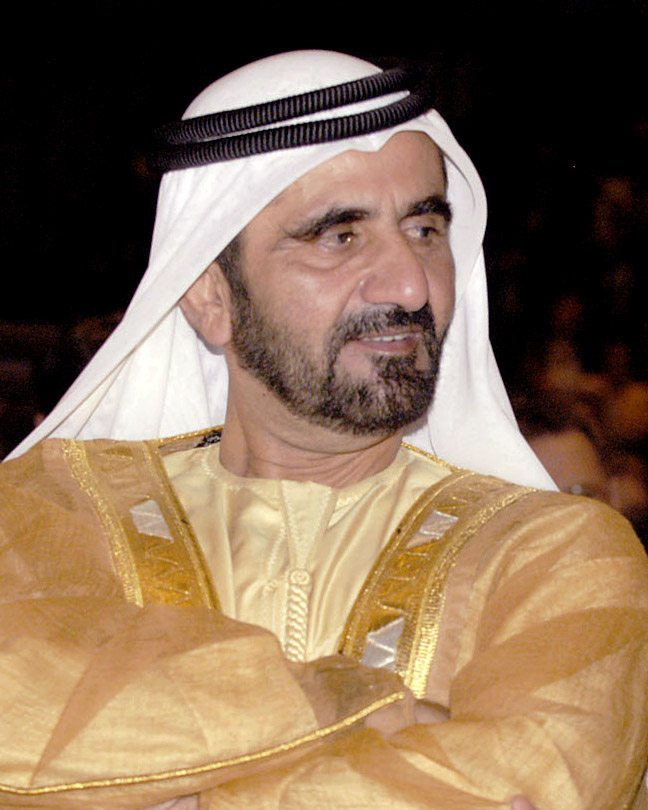
Émirats arabes unis Mohammed ben Rachid Al Maktoum, premier ministre
Irak Khoudaïr al-Khouzaï, vice-président
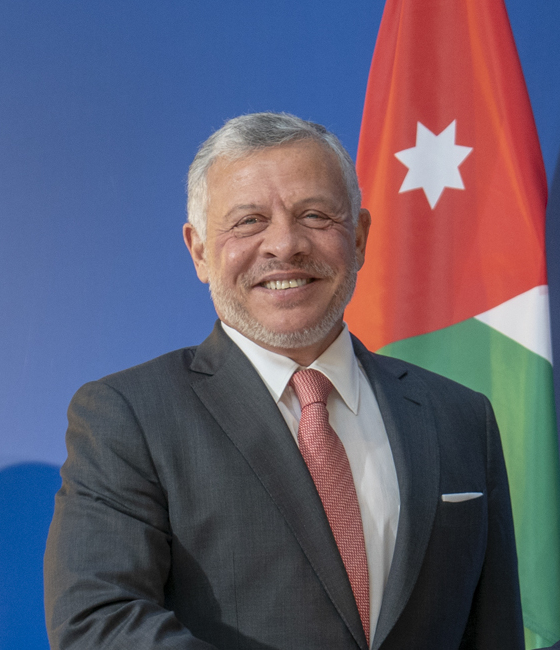
Jordanie Abdallah II, roi
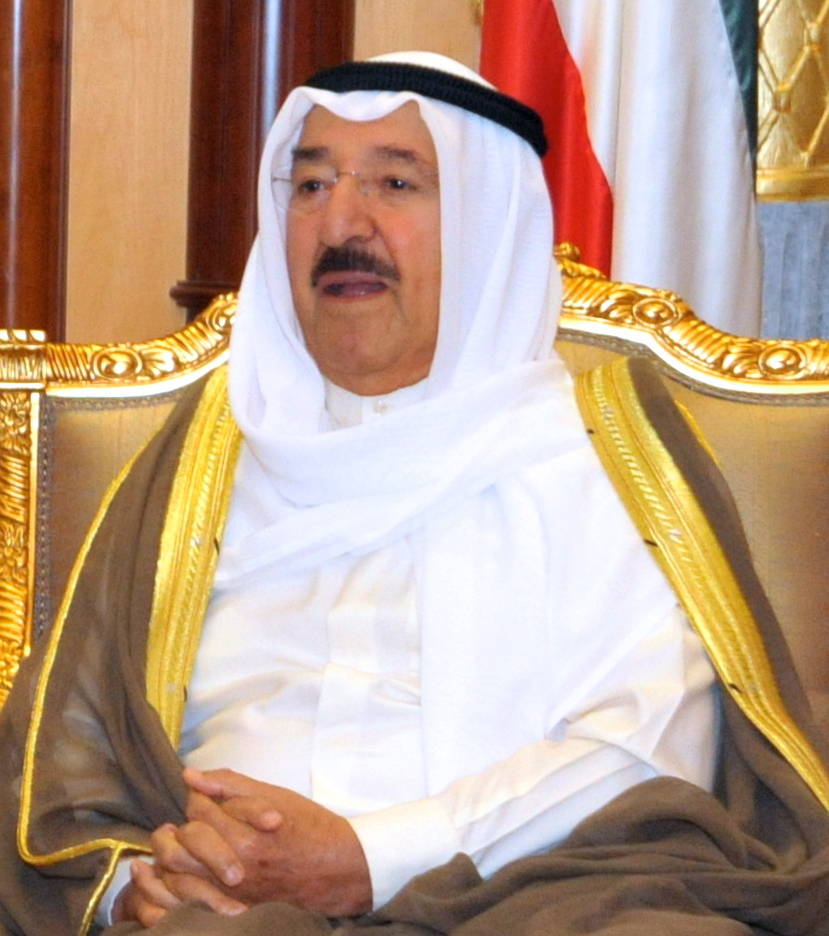
Koweït Sabah al-Ahmad al-Jabir al-Sabah, émir
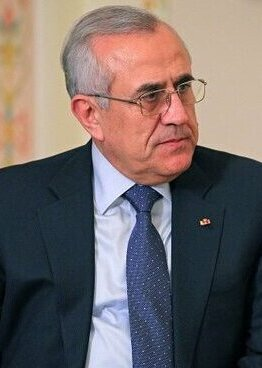
Liban Michel Sleiman, président
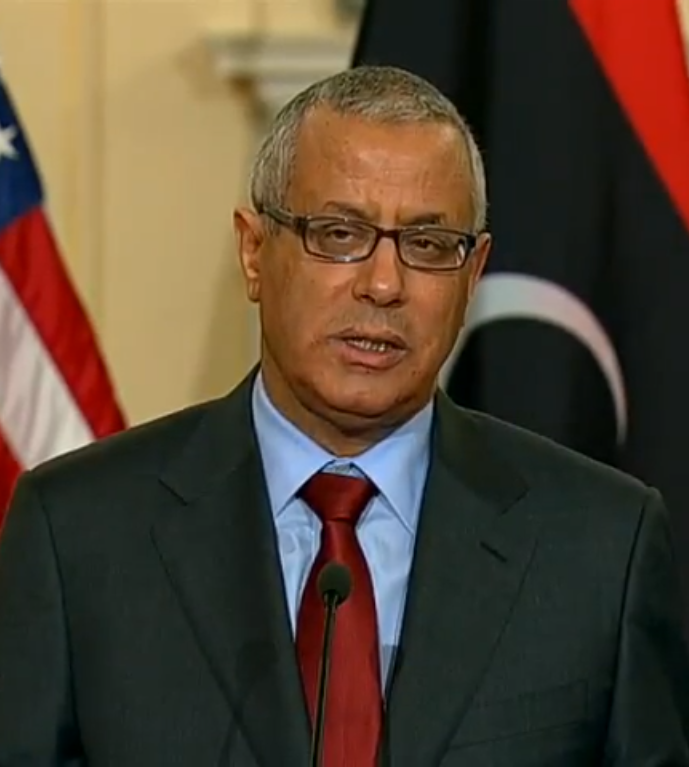
Libye Ali Zeidan, premier ministre
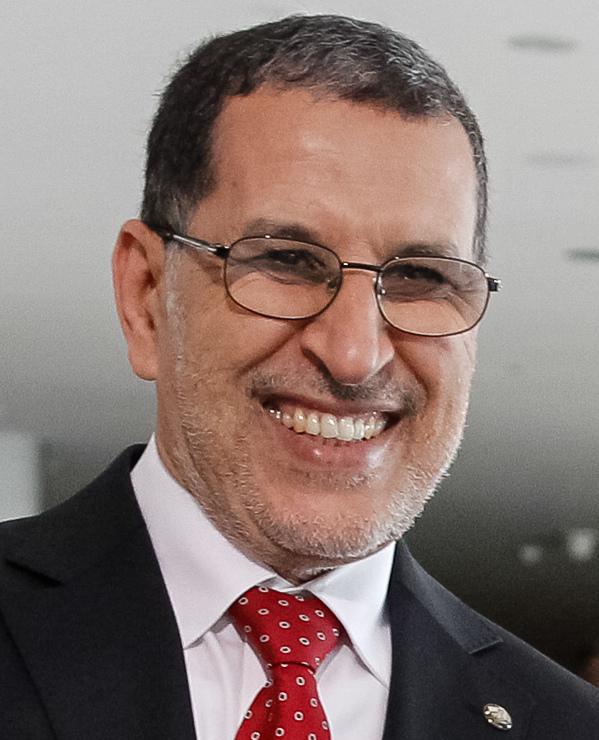
Maroc Saâdeddine El Othmani, ministre des affaires étrangères
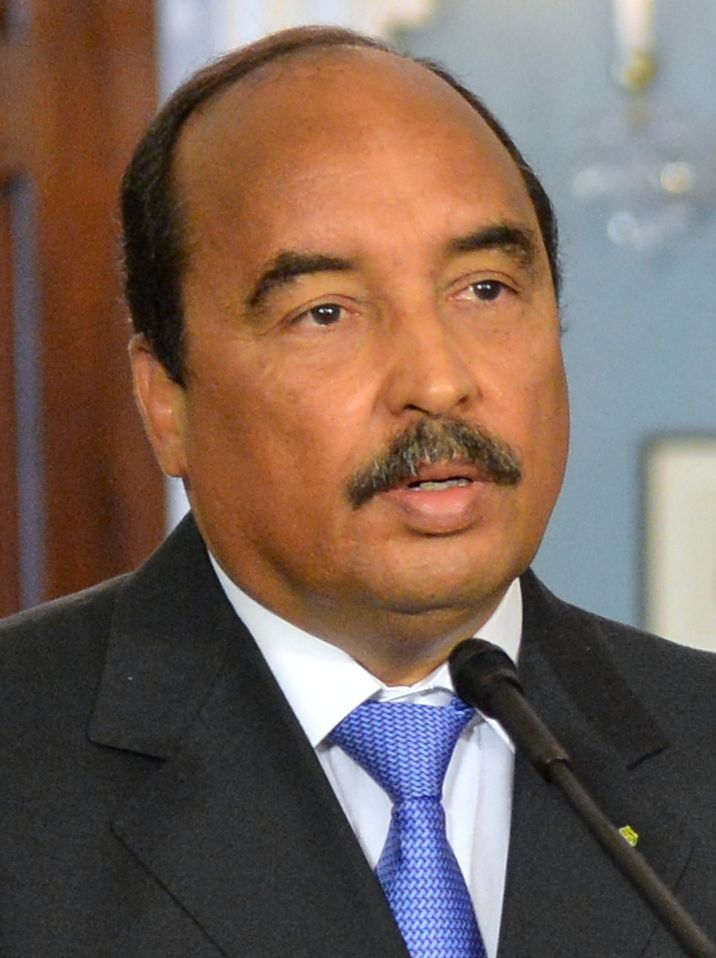
Mauritanie Mohamed Ould Abdel Aziz, président
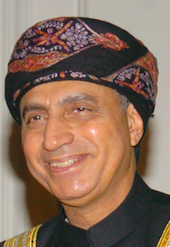
Oman Fahd bin Mahmoud al Said, premier ministre
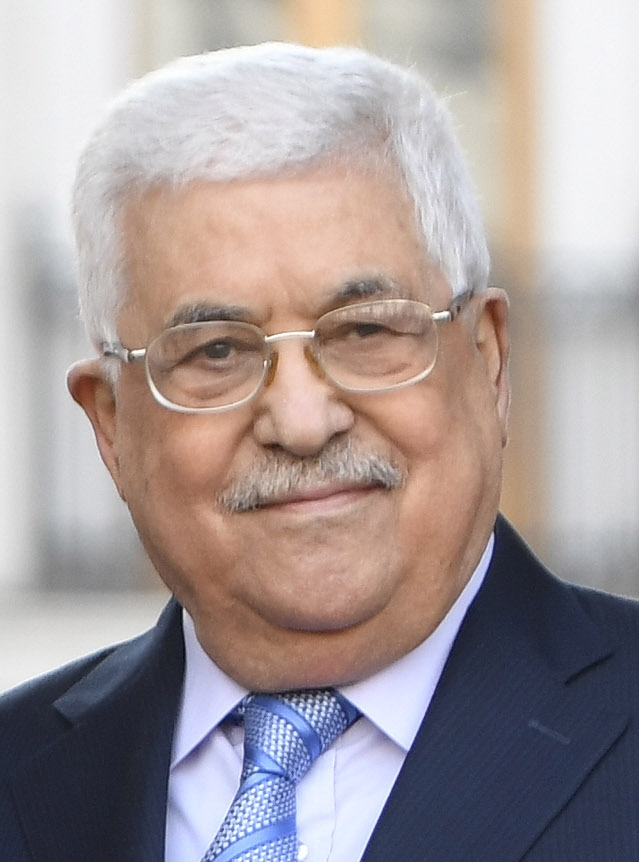
Palestine Mahmoud Abbas, président
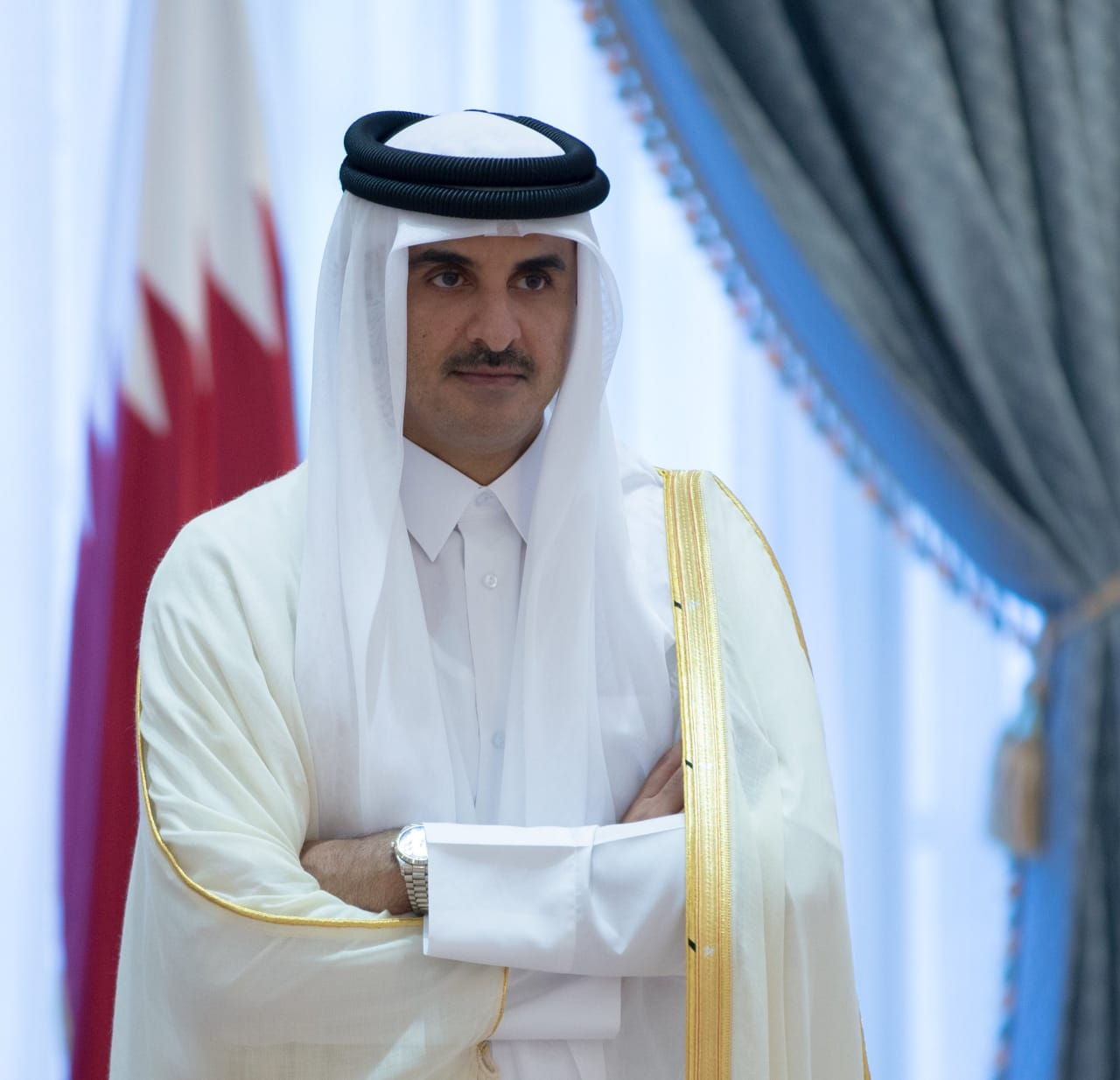
Qatar Tamim ben Hamad Al Thani, émir  (hôte)
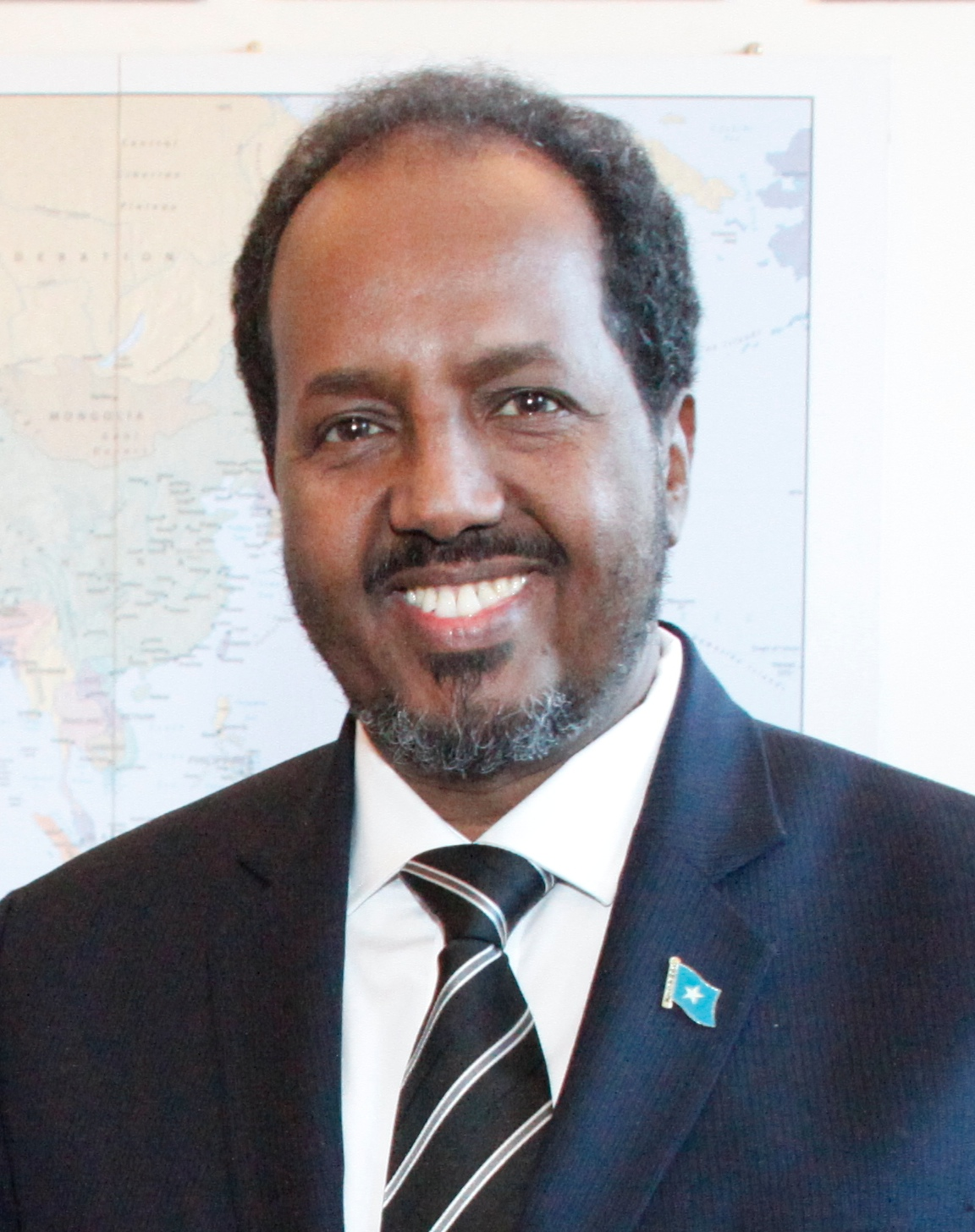
Somalie Hassan Sheikh Mohamoud, président
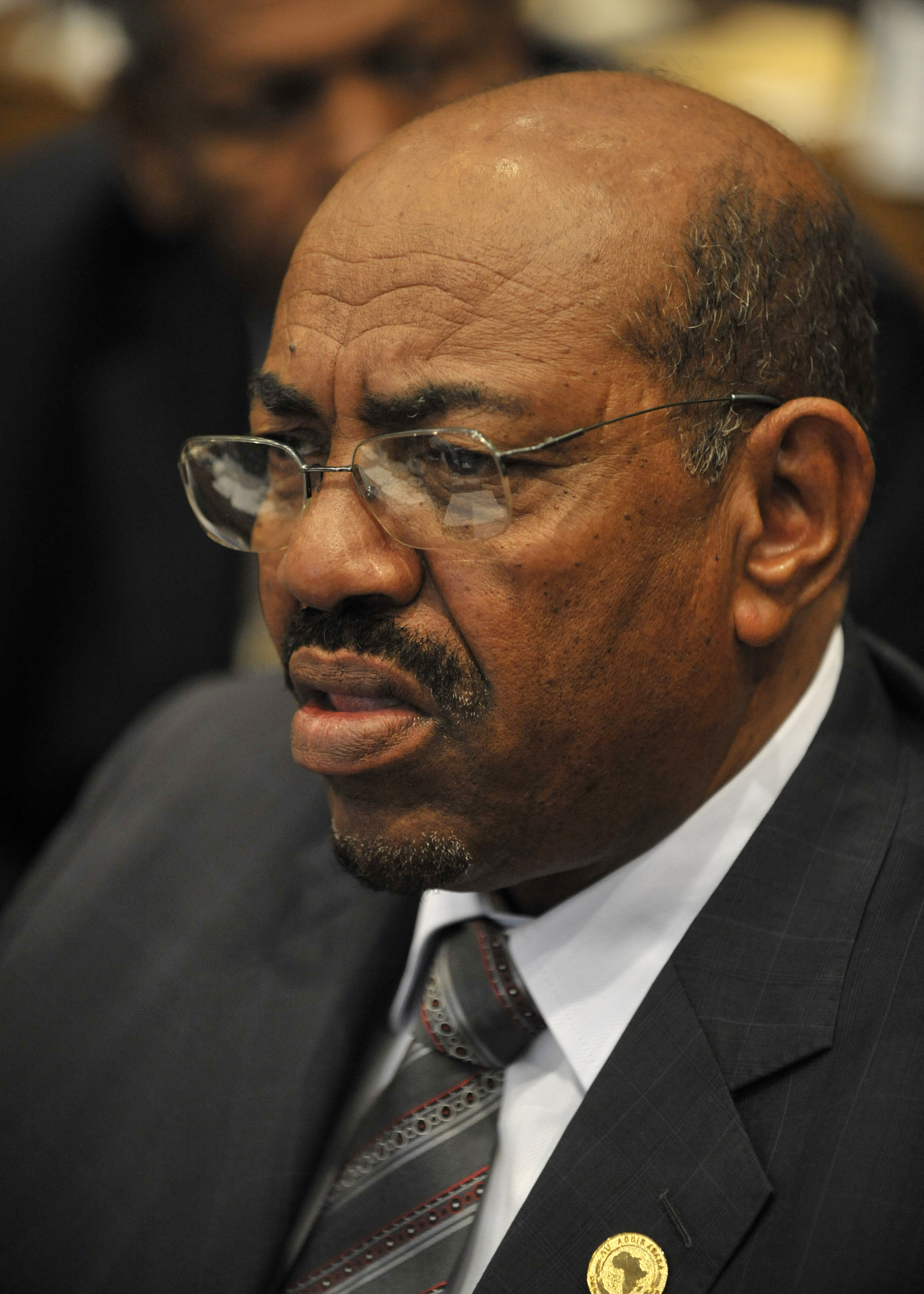
Soudan Omar el-Bechir, président
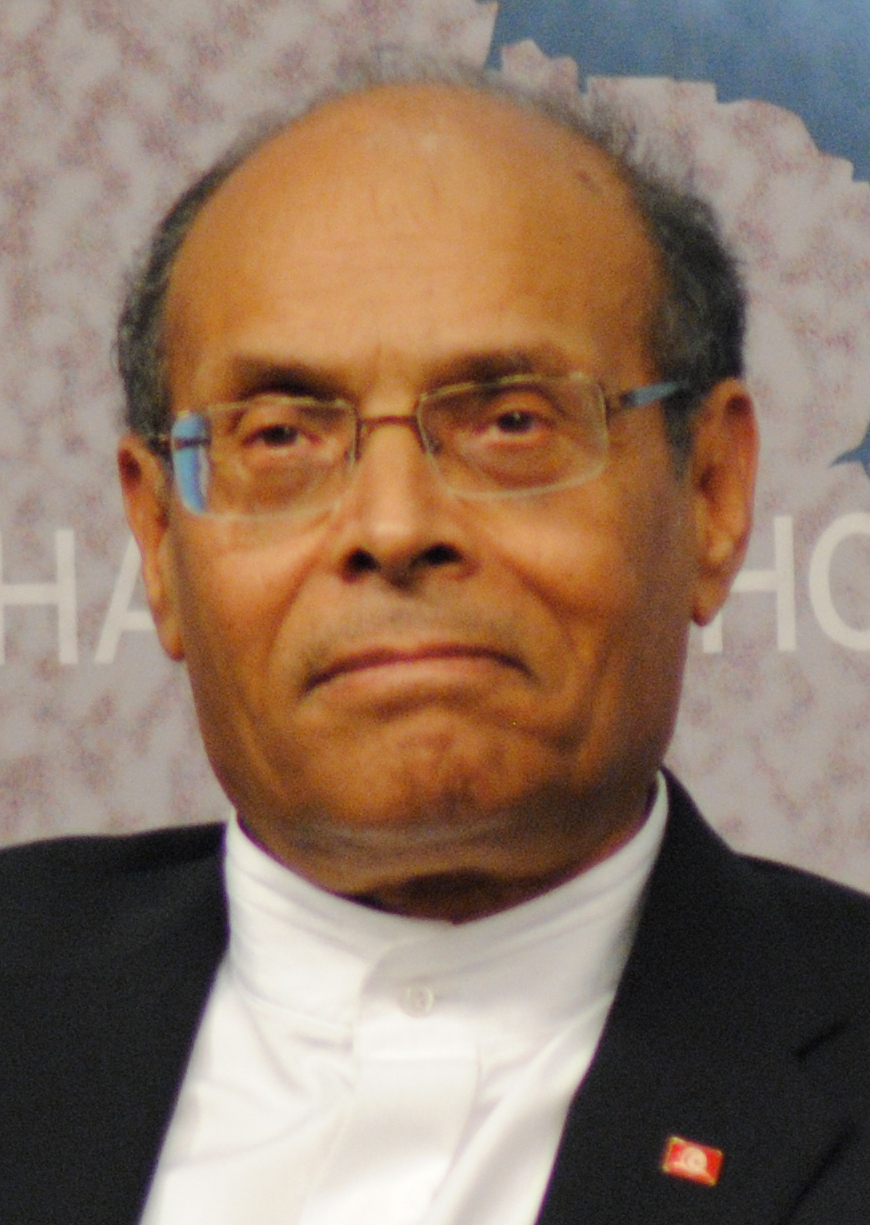
Tunisie Moncef Marzouki, président
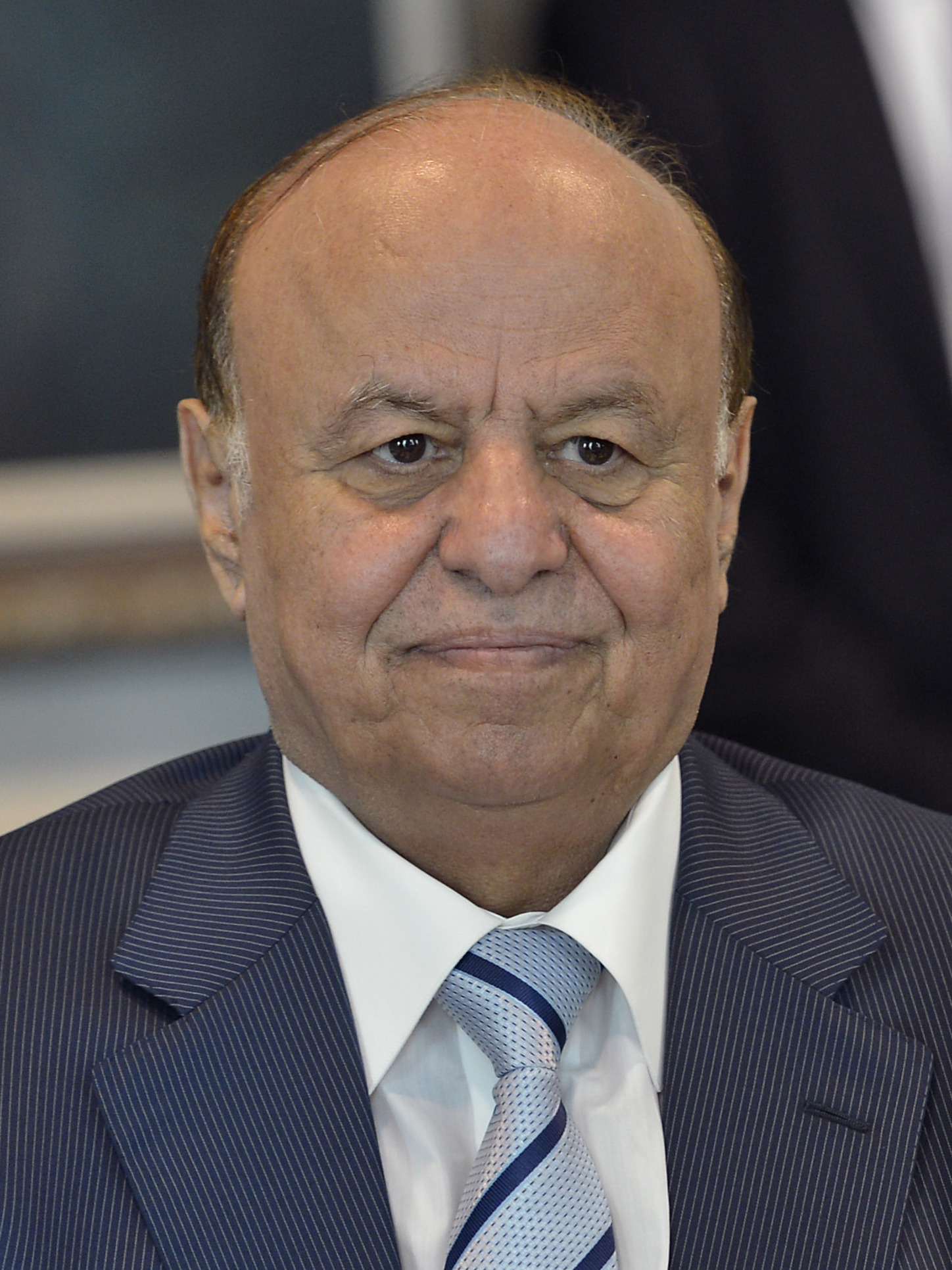
Yémen Abdrabbo Mansour Hadi, président